# Gonzalo Aguirre Arenas
Junior Gonzalo Aguirre Arenas (Buenos Aires, 6 de mayo de 2003) es un futbolista argentino-peruano. Juega como centrocampista y su equipo actual es Cienciano de la Liga 1 de Perú.

## Trayectoria
Realizó las divisiones formativas entre los años 2016 y 2018 en el Huracán de Argentina. En el 2019, continuó su formación en las inferiores de Nueva Chicago. Entre 2022 y 2023, jugó en el equipo de reserva de dicho club. Debutó en el primer equipo el 27 de julio del 2022 disputando casi 60 minutos en la derrota 2-0 ante el Gimnasia de Jujuy por la Primera B Nacional. Cerró esa temporada jugando 4 partidos y sumando un total 108 minutos.
En la temporada 2023, fue convocado a la Selección Peruana sub-20 al tener la nacionalidad peruana por ser hijo de padres peruanos. Participó en el Sudamericano de ese año jugando como titular los cuatro partidos que disputó el equipo peruano y sumando un total de 353 minutos y una tarjeta amarilla.
Al no ser tomado en cuenta por el comando técnico, en julio del 2023 fue cedido en préstamo a Sporting Cristal por un año hasta el 30 de junio del 2024 y con opción de compra por el 50% del pase del jugador. El 26 de junio del 2024, el mismo Gonzalo Aguirre confirmó que jugará en Alianza Lima hasta diciembre del 2024. Finalizada la temporada 2024, extendió su vínculo con el club blanquiazul hasta el 30 de junio de 2025.
El 26 de julio de 2025, fue oficializada su incorporación a Cienciano, siendo el tercer club peruano de su carreratras haberse desvinculado de Nueva Chicago.

## Estadísticas

### Clubes
| Club                    | Div.          | Temporada     | Liga  | Liga  | Copas nacionales | Copas nacionales | Copas internacionales | Copas internacionales | Total | Total |
| Club                    | Div.          | Temporada     | Part. | Goles | Part.            | Goles            | Part.                 | Goles                 | Part. | Goles |
| ----------------------- | ------------- | ------------- | ----- | ----- | ---------------- | ---------------- | --------------------- | --------------------- | ----- | ----- |
| Nueva Chicago Argentina | 2.ª           | 2022          | 7     | 0     | 0                | 0                | 0                     | 0                     | 7     | 0     |
| Nueva Chicago Argentina | Total de Club | Total de Club | 7     | 0     | 0                | 0                | 0                     | 0                     | 7     | 0     |
| Sporting Cristal · Perú | 1.ª           | 2023          | 4     | 0     | 0                | 0                | 0                     | 0                     | 4     | 0     |
| Sporting Cristal · Perú | Total club    | Total club    | 4     | 0     | 0                | 0                | 0                     | 0                     | 4     | 0     |
| Total carrera           | Total carrera | Total carrera | 11    | 0     | 0                | 0                | 0                     | 0                     | 11    | 0     |